# Marquartstein
Marquartstein – miejscowość i gmina w południowo-wschodnich Niemczech, w kraju związkowym Bawaria, w rejencji Górna Bawaria, w regionie Südostoberbayern, w powiecie Traunstein, siedziba wspólnoty administracyjnej Marquartstein. Leży około 18 km na południowy zachód od Traunsteinu, nad Großache, przy drodze B305 i B307.

## Demografia
Dane o ludności z 31 grudnia 2008:
| Opis                                | Ogółem | Ogółem | Kobiety | Kobiety | Mężczyźni | Mężczyźni |
| ----------------------------------- | ------ | ------ | ------- | ------- | --------- | --------- |
| Jednostka                           | osób   | %      | osób    | %       | osób      | %         |
| Populacja                           | 3136   | 100    | 1679    | 53,54   | 1457      | 46,46     |
| Wiek przedprodukcyjny (0–17 lat)    | 472    | 15,05  | 243     | 7,75    | 229       | 7,3       |
| Wiek produkcyjny (18–65 lat)        | 1765   | 56,28  | 901     | 28,73   | 864       | 27,55     |
| Wiek poprodukcyjny (powyżej 65 lat) | 899    | 28,67  | 535     | 17,06   | 364       | 11,61     |

## Polityka
Wójtem gminy jest Andreas Dögerl, rada gminy składa się z 16 osób.
|      | CSU/FB | SPD/FUW | Zieloni | ÜBWGMP | Razem |
| 2008 | 9      | -       | -       | 7      | 16    |
| 2002 | 8      | 2       | 1       | 5      | 16    |